# ФК Волга Нижњи Новгород
ФК Волга Нижњи Новгород (рус. Футбольный Клуб „Волга“ Нижний Новгород) је бивши руски фудбалски клуб из Нижњег Новгорода. 2010. године су заиграли у Премијер лиги Русије. 15. јуна 2016. је клуб угашен због дугова.

## Историја
Клуб је основан 1963. године спајањем два тима- Торпеда и Ракете. Тим је играо у Првенству Совјетског Савеза у фудбалу, а најбољи резултат био остварио је пласманом на 14-то место. Клуб је расформиран 1984. године. Поново је основан 1998. године под именом Електроника Нижњи Новгород. Године 2004. преименован је у Волга. Од 2011. до 2016. се такмичио у Премијер лиги Русије.